# Eric Butorac
Eric Butorac (Rochester, Minnesota 22 de Maio de 1981) é um tenista profissional norte-americano, seu melhor ranking em duplas foi o de N. 17, em 2011.

## Grand Slam finais

### Duplas: 1 (vice)
| Posição | Ano  | Campeonato      | Piso | Parceiro      | Oponentes                     | Placar   |
| ------- | ---- | --------------- | ---- | ------------- | ----------------------------- | -------- |
| Vice    | 2014 | Australian Open | Duro | Raven Klaasen | Łukasz Kubot Robert Lindstedt | 3–6, 3–6 |

## Títulos

### Duplas: 25 (16–9)
| Legenda (Duplas)                  |
| --------------------------------- |
| Grand Slam (0–1)                  |
| ATP World Tour Finals (0–0)       |
| ATP World Tour Masters 1000 (0–0) |
| ATP World Tour 500 Series (2–2)   |
| ATP World Tour 250 Series (14–5)  |

| Títulos por Piso |
| ---------------- |
| Duro (10–7)      |
| Saibro (4–2)     |
| Grama (1–0)      |
| Carpete (0-0)    |

| Resultado | No. | Data                    | Torneio                                                 | Piso     | Parceiro          | Oponentes                               | Placar                |
| --------- | --- | ----------------------- | ------------------------------------------------------- | -------- | ----------------- | --------------------------------------- | --------------------- |
| Finalista | 1.  | 30 de Julho de 2006     | Los Angeles, EUA                                        | HDuro    | Jamie Murray      | Bob Bryan Mike Bryan                    | 2–6, 4–6              |
| Campeão   | 1.  | 18 de Fevereiro de 2007 | San Jose, EUA                                           | Duro     | Jamie Murray      | Chris Haggard Rainer Schüttler          | 7–5, 7–6(8–6)         |
| Campeão   | 2.  | 25 de Fevereiro de 2007 | Memphis, United States                                  | Duro     | Jamie Murray      | Julian Knowle Jürgen Melzer             | 7–5, 6–3              |
| Campeão   | 3.  | 23 de Junho de 2007     | Nottingham, Grã-Bretanha                                | Grama    | Jamie Murray      | Joshua Goodall Ross Hutchins            | 4–6, 6–3, [10–5]      |
| Campeão   | 4.  | 10 de Agosto de 2008    | Los Angeles, EUA                                        | Duro     | Rohan Bopanna     | Travis Parrott Dušan Vemić              | 7–6(7–5), 7–6(7–5)    |
| Campeão   | 5.  | 11 de Janeiro de 2009   | Chennai, Índia                                          | Duro     | Rajeev Ram        | Jean-Claude Scherrer Stanislas Wawrinka | 6–3, 6–4              |
| Campeão   | 6.  | 10 de Maio de 2009      | Estoril, Portugal                                       | Saibro   | Scott Lipsky      | Martin Damm Robert Lindstedt            | 6–3, 6–2              |
| Campeão   | 7.  | 4 de Outubro de 2009    | Bangkok, Tailândia                                      | Duro     | Rajeev Ram        | Guillermo García-López Mischa Zverev    | 7–6(7–4), 6–3         |
| Finalista | 2.  | 9 de Maio de 2010       | Munich, Alemanha                                        | Saibro   | Michael Kohlmann  | Oliver Marach Santiago Ventura          | 7–5, 3–6, [14–16]     |
| Finalista | 3.  | 1 de Agosto de 2010     | Los Angeles, EUA                                        | Duro     | Jean-Julien Rojer | Bob Bryan Mike Bryan                    | 7–6(8–6), 2–6, [7–10] |
| Campeão   | 8.  | 10 de Outubro de 2010   | Tokyo, Japão                                            | Duro     | Jean-Julien Rojer | Andreas Seppi Dmitry Tursunov           | 6–3, 6–2              |
| Winner    | 9.  | 24 de Outubro de 2010   | Stockholm, Suécia                                       | Duro     | Jean-Julien Rojer | Johan Brunström Jarkko Nieminen         | 6–3, 6–4              |
| Finalista | 4.  | 20 de Fevereiro de 2011 | Memphis, EUA                                            | Duro     | Jean-Julien Rojer | Max Mirnyi Daniel Nestor                | 2–6, 7–6(8–6), [3–10] |
| Campeão   | 10. | 1 de Maio de 2011       | Estoril, Portugal                                       | Saibro   | Jean-Julien Rojer | Marc López David Marrero                | 6–3, 6–4              |
| Campeão   | 11. | 21 de Maio de 2011      | Nice, França                                            | Saibro   | Jean-Julien Rojer | Santiago González David Marrero         | 6–3, 6–4              |
| Campeão   | 12. | 2 de Outubro de 2011    | Kuala Lumpur, Malásia                                   | Duro     | Jean-Julien Rojer | František Čermák Filip Polášek          | 6–1, 6–3              |
| Finalista | 5.  | 6 de Novembro de 2011   | Valencia, Espanha                                       | Duro     | Jean-Julien Rojer | Bob Bryan Mike Bryan                    | 6–4, 7–6(11–9)        |
| Campeão   | 13. | 19 de Fevereiro de 2012 | São Paulo, Brasil                                       | Saibro   | Bruno Soares      | Michal Mertiňák André Sá                | 3–6, 6–4, [10–8]      |
| Finalista | 6.  | 30 Setembro 2012        | Bangkok, Tailândia                                      | Duro     | Paul Hanley       | Lu Yen-hsun Danai Udomchoke             | 3–6, 4–6              |
| Finalista | 7.  | 5 Janeiro 2013          | Brisbane, Austrália                                     | Duro     | Paul Hanley       | Marcelo Melo Tommy Robredo              | 6–4, 1–6, [5–10]      |
| Finalista | 8.  | Maio 5, 2013            | BMW Open, Munique, Alemanha                             | Saibro   | Marcos Baghdatis  | Jarkko Nieminen Dmitry Tursunov         | 1–6, 4–6              |
| Campeão   | 14. | Setembro 29, 2013       | Proton Malaysian Open, Kuala Lumpur, Malásia            | Duro (i) | Raven Klaasen     | Pablo Cuevas Horacio Zeballos           | 6–2, 6–4              |
| Vice      | 9.  | Janeiro 25, 2014        | Australian Open, Melbourne, Austrália                   | Duro     | Raven Klaasen     | Łukasz Kubot Robert Lindstedt           | 3–6, 3–6              |
| Campeão   | 15. | Fevereiro 16, 2014      | U.S. National Indoor Tennis Championships, Memphis, EUA | Duro (i) | Raven Klaasen     | Bob Bryan Mike Bryan                    | 6–4, 6–4              |
| Campeão   | 16. | Outubro 19, 2014        | If Stockholm Open, Estocolmo, Suécia                    | Duro (i) | Raven Klaasen     | Treat Huey Jack Sock                    | 6-4, 6-3              |